# Laganadi
Laganadi (tiếng Hy Lạp: Lachanades) là một đô thị ở tỉnh Reggio Calabria trong vùng Calabria, Ý, có cự ly khoảng 110 km về phía tây nam của Catanzaro và khoảng 10 km về phía đông bắc của Reggio Calabria. Tại thời điểm ngày 31 tháng 12 năm 2004, đô thị này có dân số 458 người và diện tích là 8,3 km².
Laganadi giáp các đô thị: Calanna, Reggio Calabria, San Roberto, Sant'Alessio in Aspromonte, Santo Stefano in Aspromonte.